# Kim Csholok
Kim Csholok (hangul: 김철옥, handzsa: 金哲玉, RR: Kim Chol Ok; 1994. október 15. –) észak-koreai válogatott női labdarúgókapus, a 4.25 játékosa. Képviselte hazáját a 2012-es U17-es női labdarúgó-világbajnokságon, ahol csapata ezüstérmes lett, a 2014-es U20-as női labdarúgó-világbajnokságon is szerepelt, a válogatott első számú kapusa volt.
Az Egyesült Államokkal vívott mérkőzés során, amit 120 perc eredménytelen játék után is döntetlen (1–1) lévén büntetőkkel zártak le, 3 lövést is kivédett, ezzel megszerezte a bejutást csapatának az elődöntőbe. Kim csapata két évvel ezelőtt augusztus végén – habár nem az U17-es világbajnokságon – szintén az Egyesült Államokkal mérkőzött meg, de akkor 2–1-re veszítettek.
Az így tehát elégtételnek is nevezhető nyertes meccs után megkapta a Mérkőzés Játékosa ( Player of the Match) oklevelet.

## Külső hivatkozások
- Adatlapja a FIFA honlapján Archiválva 2014. augusztus 21-i dátummal a Wayback Machine-ben